# Profundidade de saturação dos carbonatos

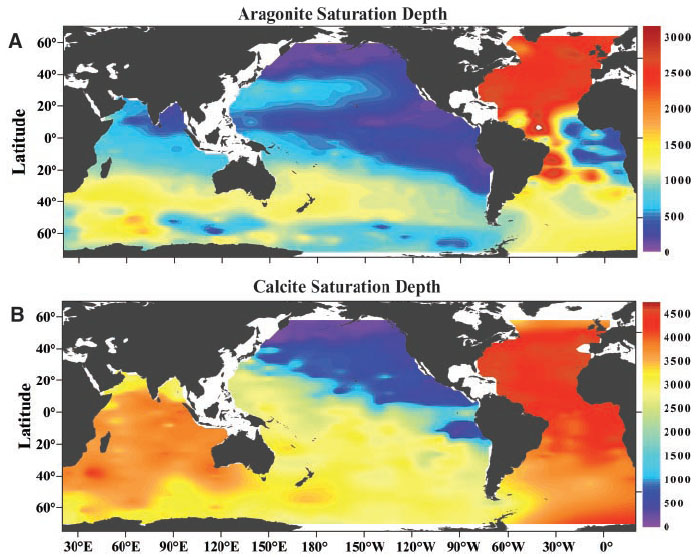
Distribuição da profundidade de saturação dos carbonatos no oceano global: aragonita (mapa superior) e calcita (mapa inferior).

Em oceanografia, profundidade de saturação dos carbonatos é a profundidade na qual o equilíbrio termodinâmico da reação de precipitação e dissolução de carbonato de cálcio (CaCO3) é atingido na coluna de água do oceano. Esse equilíbrio significa que a água do mar está saturada em termos de carbonato de cálcio naquela profundidade.

## Reação química
A reação química que descreve o equilíbrio termodinâmico do carbonato de cálcio em uma solução é a seguinte:
{\displaystyle {\ce {Ca^2+{+}CO_3^2-<=>CaCO_3(s)}}}
Quando a reação é deslocada para a direita, os íons cálcio (Ca2+) e carbonato (CO32-) reagem para formar carbonato de cálcio (CaCO3), que é um sólido e precipita. Quando a reação é deslocada para a esquerda, o carbonato de cálcio se dissolve para formar os íons cálcio e carbonato. A reação química é controlada pelo seu produto de solubilidade (KPS).
Na reação de dissolução do carbonato de cálcio, o equilíbrio químico pode ser matematicamente expresso da seguinte maneira:
{\displaystyle {K_{P}}_{S}={\frac {[Ca^{2+}]\times [CO_{3}^{2}{^{-}}]}{[CaCO_{3}]}}}
onde [Ca2+], [CO32-] e [CaCO3] são as respectivas concentrações de íon cálcio, íon carbonato e carbonato de cálcio na solução.

### Saturação na água do mar
A saturação do carbonato de cálcio (Ω) na água do mar pode ser expressa pela seguinte equação:
{\displaystyle \Omega ={\frac {[Ca^{2+}]\times [CO_{3}^{2}{^{-}}]}{{K_{P}}_{S}}}}
Quando Ω (ômega) é igual a 1, a água do mar está saturada em termos de carbonato de cálcio. Valores de Ω inferiores a 1 indicam que a água do mar encontra-se subssaturada, enquanto valores superiores a 1 indicam que a água do mar está superssaturada.
De uma maneira geral, o oceano superficial encontra-se superssaturado (Ω > 1) em termos de carbonato de cálcio. Entretanto, esse estado de superssaturação diminui com o aumento da profundidade até atingir o valor unitário (Ω = 1). A profundidade na qual isso ocorre é conhecida como profundidade de saturação dos carbonatos. Abaixo dela, a saturação do carbonato de cálcio continua diminuindo e a água do mar torna-se subssaturada (Ω < 1). O estado de saturação do carbonato de cálcio diminui em direção ao oceano profundo devido às temperaturas mais baixas em relação à superfície e devido aos efeitos da pressão no oceano profundo.
O conceito de saturação dos carbonatos é muito importante para os organismos marinhos (especialmente aqueles planctônicos) que utilizam carbonato de cálcio para secretar suas carapaças. Quando a água do mar está superssaturada, isso favorece o desenvolvimento desses organismos calcificantes. Por outro lado, uma água do mar subssaturada é desfavorável para esses organismos. Assim, o estado de saturação da água pode ser um fator limitante para o crescimento desses organismos em caso de subssaturação.

### Aragonita e calcita
Existem duas formas minerais de carbonato de cálcio: aragonita e calcita. Na água do mar, a aragonita é mais solúvel que a calcita. Consequentemente, a profundidade de saturação da aragonita no oceano global é menor do que a profundidade de saturação da calcita. Os fatores que mais influenciam a solubilidade do carbonato de cálcio na água do mar são temperatura, pressão e pH. Temperaturas mais baixas aumentam a solubilidade tanto da aragonita quanto da calcita, assim como pressões mais elevadas. Massas de água ricas em dióxido de carbono apresentam pH com caráter mais ácido, facilitando a solubilidade do carbonato de cálcio. Por isso, massas de água frias, profundas e antigas apresentam maior solubilidade de aragonita e calcita.

## Distribuição geográfica da profundidade de saturação dos carbonatos
A profundidade de saturação dos carbonatos no oceano global não é igual em todos os lugares. Ela varia de acordo com a circulação termohalina no oceano profundo. Regiões de subsidência de massas de água transportam águas superficiais pobres em dióxido de carbono para o oceano profundo. Isso faz com que a profundidade de saturação dos carbonatos nessas áreas seja grande. Por outro lado, algumas regiões onde há ressurgência transportam massas de água ricas em dióxido de carbono para a superfície, tornando menor a profundidade de saturação dos carbonatos. O Atlântico Norte é a região onde se encontram as maiores profundidades de saturação tanto de aragonita quanto de calcita. Isso ocorre porque no entorno da Groenlândia estão as principais áreas de subsidência de massas de água do planeta, transportando águas superficiais pobres em dióxido de carbono para o oceano profundo. Em contrapartida, no Pacifico Norte encontram-se as menores profundidades de saturação de aragonita e calcita. Nessa região há ressurgência das massas de água frias, profundas, antigas e ricas em dióxido de carbono. Devido à circulação termohalina no interior do oceano, a profundidade média de saturação dos carbonatos no Atlântico Norte é um pouco mais profunda do que no Atlântico Sul. Situação oposta é encontrada no Oceano Pacífico, onde a profundidade média de saturação dos carbonatos é um pouco mais profunda no sul em relação ao norte.
A profundidade média de saturação no Atlântico Norte está em torno de 4500 m para a calcita e cerca de 3000 m para a aragonita. Já no Pacífico Norte ela está em torno de 700 m para a calcita e cerca de 500 m para a aragonita.  A diferença observada entre os valores da profundidade de saturação da aragonita e da calcita é justificada pela maior solubilidade da aragonita em relação à calcita.

## Diferença entre as profundidades de saturação e compensação dos carbonatos
A profundidade de saturação dos carbonatos não deve ser confundida com a profundidade de compensação dos carbonatos. A primeira está relacionada à termodinâmica da reação, enquanto a segunda está relacionada à cinética da mesma reação química. A profundidade de saturação é uma propriedade da coluna de água e corresponde à profundidade na qual a saturação do carbonato de cálcio é igual a 100%. A profundidade de compensação dos carbonatos é uma propriedade do sedimento e corresponde à profundidade na qual os sedimentos no assoalho oceânico possuem teor de carbonato de cálcio inferior ou igual a 5%. Ela também pode ser definida como a profundidade na qual não há carapaças de pterópodos depositadas na superfície do sedimento marinho. Geralmente, a profundidade de compensação ocorre onde a saturação do carbonato de cálcio na coluna de água é inferior a 30% (isto é, Ω < 0,3). Logo, a profundidade de compensação é sempre maior do que a profundidade de saturação dos carbonatos.
A tabela abaixo apresenta as profundidades médias de saturação e de compensação de calcita e aragonita nos oceanos Atlântico e Pacifico.
| Mineral                     | Atlântico | Pacifico |
| Profundidade de saturação   |           |          |
| Calcita                     | 4300 m    | 750 m    |
| Aragonita                   | 1500 m    | 500 m    |
| Profundidade de compensação |           |          |
| Calcita                     | 5000 m    | 3000 m   |
| Aragonita                   | 2500 m    | 1000 m   |

## Aquecimento global e acidificação oceânica

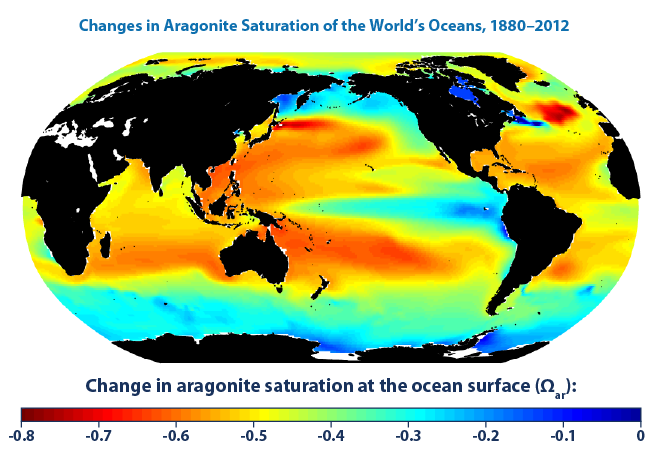
Redução estimada da concentração dos íons carbonato (CO_{3}^{2-}) nas águas superficiais do oceano entre os anos de 1700 e 1990.

O aquecimento global é provocado por gases do efeito estufa. O mais importante desses gases é o dióxido de carbono, que também participa do sistema carbonato marinho. Abaixo estão as reações químicas envolvidas no sistema carbonato.
{\displaystyle {\ce {CO_2(g)<=>CO_2(aq)}}}
{\displaystyle {\ce {CO_2(aq){+}H_2O<=>H_2CO_3}}}
{\displaystyle {\ce {H_2CO_3<=>H^+{+}HCO_3^-}}}
{\displaystyle {\ce {HCO_3^-<=>H^+{+}CO_3^{2-}}}}
{\displaystyle {\ce {Ca^2+{+}CO_3^{2-}<=>CaCO_3(s)}}}
O aumento do dióxido de carbono (CO2) antropogênico na atmosfera e as interações oceano-atmosfera causam sua dissolução na água do mar. Essa dissolução tem o efeito de reduzir o pH da água devido à formação de íons H+ a partir dissociação do ácido carbônico (H2CO3). Isso tem levado a um processo de acidificação da água do mar. O efeito tampão do sistema carbonato marinho tende a regular o pH do oceano para amenizar os efeitos da acidificação. Para tanto, as últimas duas reações do sistema carbonato são deslocadas para a esquerda a fim de protonar o excesso de íons H+ na água, formando íons bicarbonato (HCO3-). Como conseqüência, esse deslocamento de reações diminui a saturação do carbonato de cálcio na água do mar devido à redução da disponibilidade dos ions carbonato. Nesse cenário, a coluna de água do oceano torna-se cada vez menos superssaturada em termos de carbonato de cálcio. Eventualmente, a diminuição da profundidade de saturação dos carbonatos poderá atingir a superfície do oceano. Neste caso, organismos planctônicos (por exemplo, pterópodos) e bentônicos (por exemplo, corais escleractíneos) calcificantes sofrerão impactos negativos. Certas espécies poderão ser extintas devido à acidificação que vai causar corrosão em suas carapaças. A subssaturação de carbonato de cálcio na água do mar diminuirá a disponibilidade de carbonato para o desenvolvimento saudável dessas espécies. Indiretamente, os predadores desses organismos também serão afetados causando um desequilíbrio na cadeia alimentar. Os recifes de corais serão afetados, levando a perda de habitat para diversos organismos marinhos.